# Nepenthes suratensis
Nepenthes suratensis este o specie de plante carnivore din genul Nepenthes, familia Nepenthaceae, ordinul Caryophyllales, descrisă de M. Catal.. Conform Catalogue of Life specia Nepenthes suratensis nu are subspecii cunoscute.

## Galerie de imagini

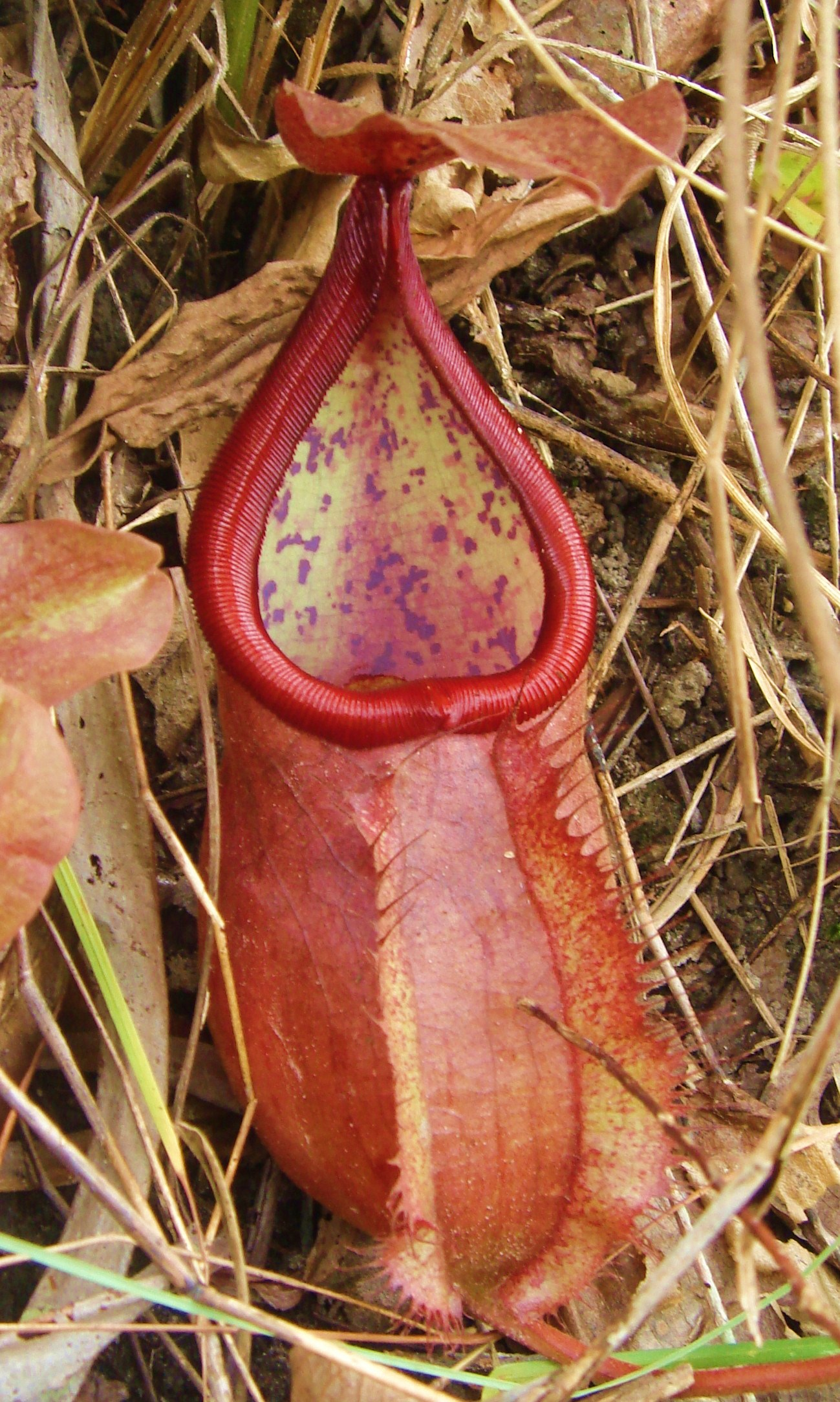
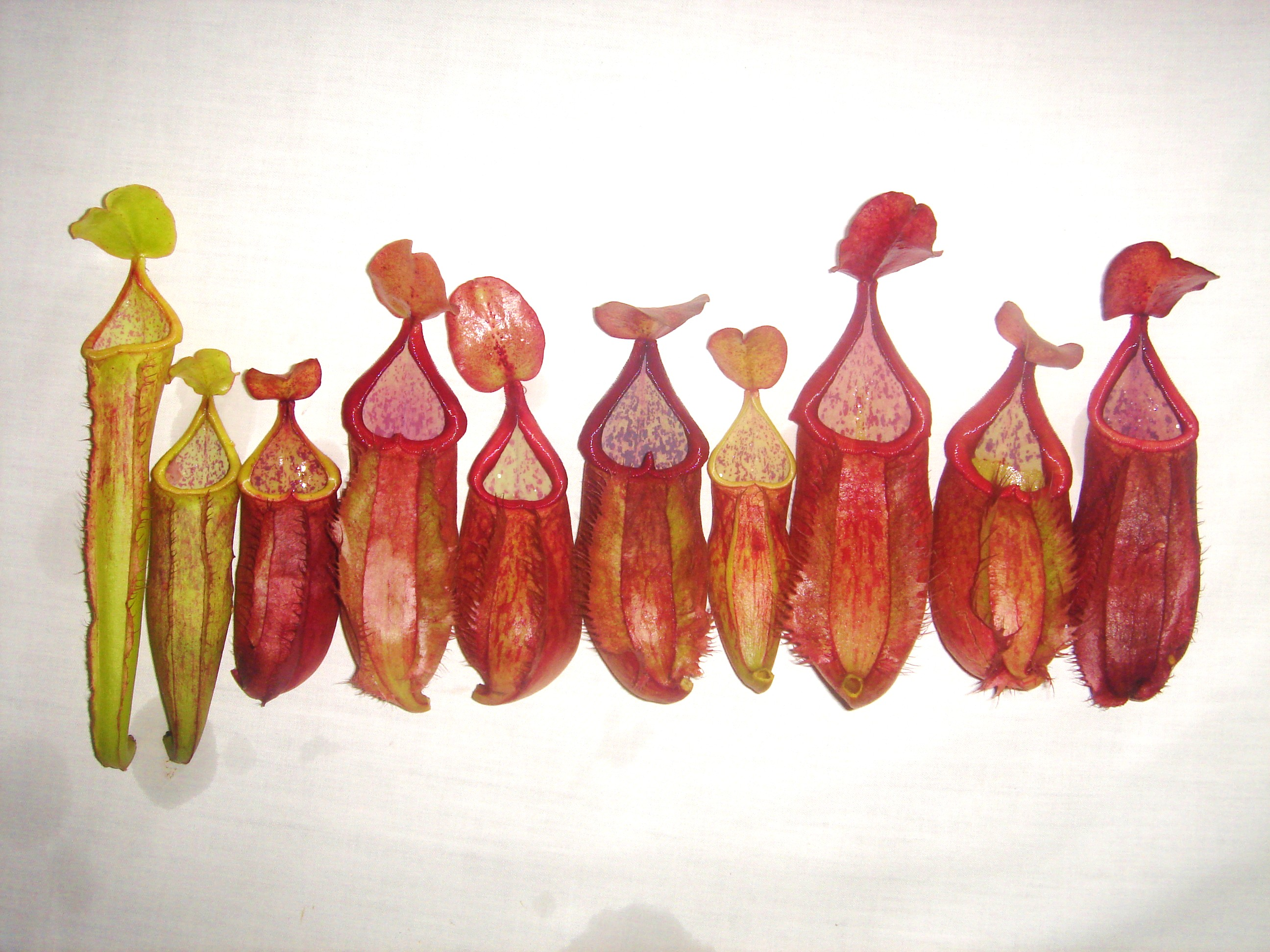
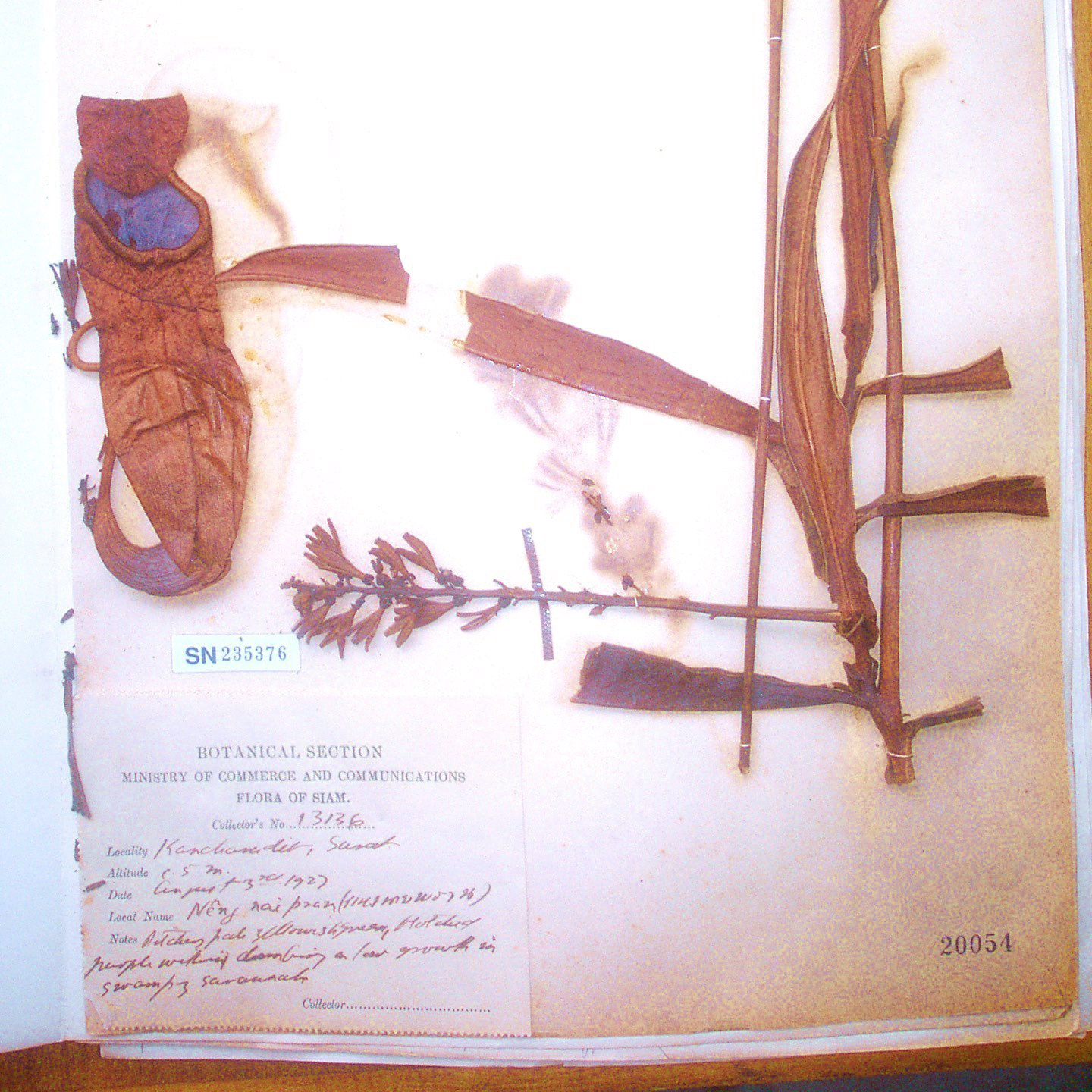
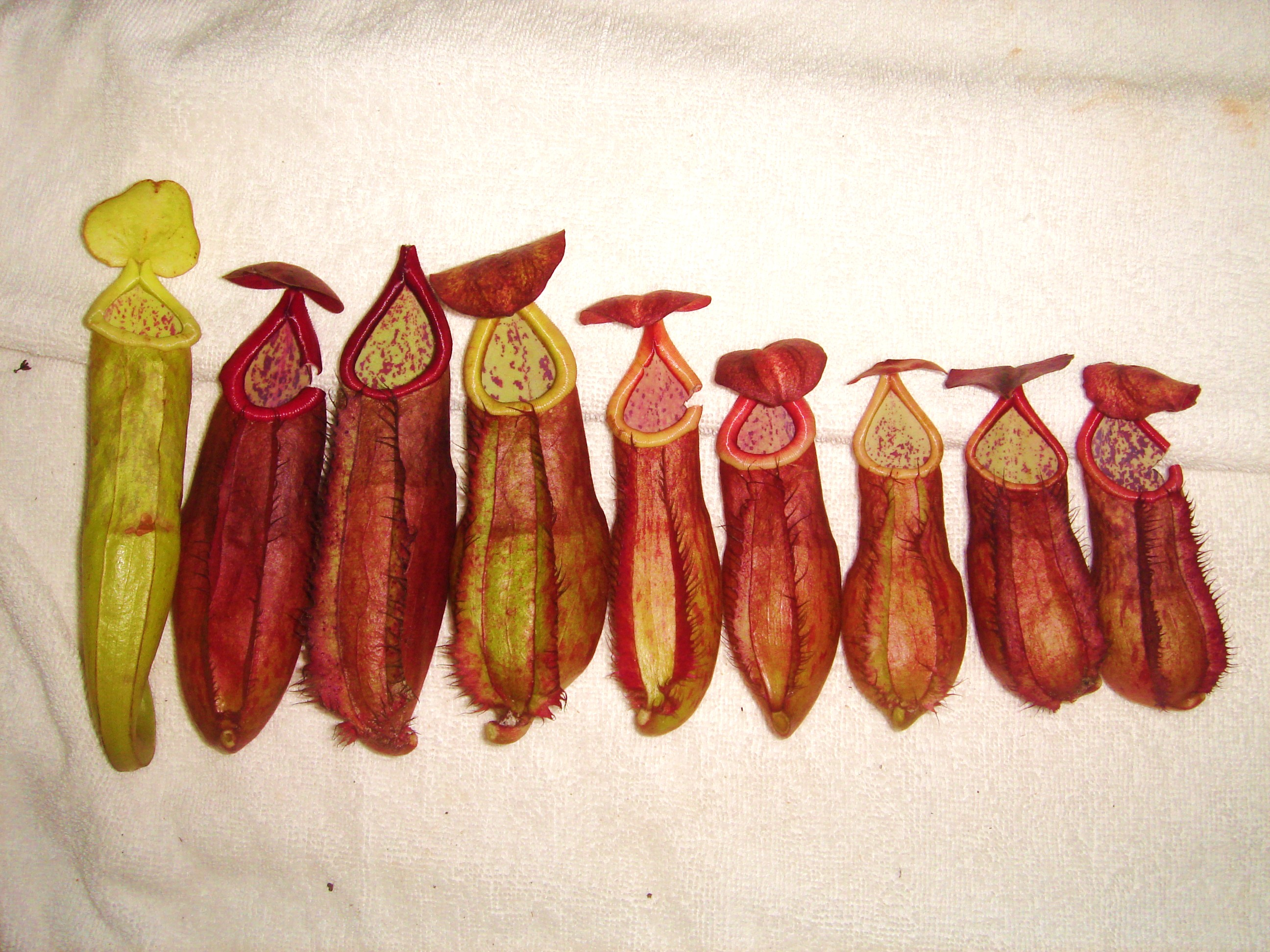